# Olympische Jugend-Winterspiele 2012/Teilnehmer (Marokko)
| Gelbes Symbol für Goldmedaillen mit stilisierten Olympischen Ringen | Graues Symbol für Silbermedaillen mit stilisierten Olympischen Ringen | Braundes Symbol für Bronzemedaillen mit stilisierten Olympischen Ringen |
| ------------------------------------------------------------------- | --------------------------------------------------------------------- | ----------------------------------------------------------------------- |
| 1                                                                   | —                                                                     | —                                                                       |

Marokko nahm an den Olympischen Jugend-Winterspielen 2012 in Innsbruck mit einem Athleten in einer Sportart teil.

## Sportarten

### Ski Alpin
| Athleten       | Wettbewerb   | Durchgang 1 | Durchgang 2        | Gesamt             | Gesamt             |
| Athleten       | Wettbewerb   | Zeit        | Zeit               | Zeit               | Rang               |
| -------------- | ------------ | ----------- | ------------------ | ------------------ | ------------------ |
| Jungen         |              |             |                    |                    |                    |
| Adam Lamhamedi | Super-G      |             |                    | 1:04,45 min        | Gold               |
| Adam Lamhamedi | Riesenslalom | DNF         | nicht qualifiziert | nicht qualifiziert | nicht qualifiziert |
| Adam Lamhamedi | Slalom       | 48,14 s     | DNF                | nicht qualifiziert | nicht qualifiziert |
| Adam Lamhamedi | Kombination  | DNF         | nicht qualifiziert | nicht qualifiziert | nicht qualifiziert |